# Piotr Erlich
Piotr Pinchas Erlich (Yidis  פנחס ערליך; Lokacze, 1 de septiembre de 1903 - Kazimierz Dolny, 12 de agosto de 1982) fue un actor de cine y teatro polaco de origen judío. Estuvo asociado en el Teatro Judío de Varsovia.

## Biografía
Nació en Łokacze, en la actual Ucrania. En 1920, completó un curso de formación de profesores en Vilnius y comenzó a trabajar en la Sholem Aleichem en Rivne , donde dirigió un club de teatro juvenil y un teatro infantil. En la década de 1920, se unió a un teatro judío amateur itinerante, luego fue contratado en el Teatro Judío Gimpla en Lviv.
Durante la Segunda Guerra Mundial, se quedó en Tashkent , donde continuó su carrera teatral. Después del final de la guerra, se instaló permanentemente en Stanisławów, donde en los años 1946-1953 fue actor en el Teatro Dramático y luego en los años 1953-1959 en el Teatro de Marionetas. En 1959 regresó a Polonia, donde asumió la dirección en teatros de aficionados. En 1969-1978 fue actor habitual en el Teatro Judío de Varsovia. En 1975 fue condecorado con la Cruz de Oro al Mérito.
Está enterrado en el cementerio judío de la calle Okopowa en Varsovia (cuarto 8, fila 3).

## Carrera
| Actor de teatro Teatro Judío de Varsovia - 1977: Spadkobiercy - 1976: Dwaj Kunie-Lemł - 1976: Zmierzch - 1975: Dzban pełen słońca - 1973: Dybuk - 1972: Było niegdyś miasteczko - 1972: Wielka wygrana - 1970: Dybuk - 1969: Skarb cesarza | Actor de películas - 1979: Dybuk - 1971: Jak daleko stąd, jak blisko |